# 2,4-다이하이드록시벤조산
2,4-다이하이드록시벤조산(영어: 2,4-dihydroxybenzoic acid)은 다이하이드록시벤조산의 일종이다. β-레조르실산(영어: β-resorcylic acid)이라고도 한다.
레조르실산으로서 레조르시놀의 카복실 유도체와 벤조산의 다이하이드록시 유도체인 세 가지 이성질체 결정성 산 중 하나이다.
2,4-다이하이드록시벤조산은 세포 배양에서 신양 앵두의 사이아니딘 글루코사이드의 분해 산물이다. 2,4-다이하이드록시벤조산은 도한 크랜베리 주스 섭취 후 사람의 혈장에서 발견되는 대사 산물이다.

## 같이 보기
- 2,3-다이하이드록시벤조산 (하이포갈산)
- 2,5-다이하이드록시벤조산 (젠티스산)
- 2,6-다이하이드록시벤조산
- 3,4-다이하이드록시벤조산 (프로토카테츄산)
- 3,5-다이하이드록시벤조산